# ووک یرمیچ
ووک یرمیچ (سیریلیک صربی: Вук Јеремић؛ زادهٔ ۳ ژوئیهٔ ۱۹۷۵) یک سیاست‌مدار اهل صربستان است.